# Stehlovice
Stehlovice é uma comuna checa localizada na região da Boêmia do Sul, distrito de Písek.